# بيل أوريلي
بيل أوريلي (بالإنجليزية: Bill O'Reilly)‏ (و. 1905 – 1992 م) هو لاعب كريكت أسترالي، ولد في White Cliffs, New South Wales ‏، توفي في سيدني، عن عمر يناهز 87 عاماً.

## التعليم
تعلم في St Patrick's College, Goulburn ‏
.

## جوائز
حصل على جوائز منها:
لاعب كريكت ويسدن للسنة ‏